# Aprionus delectabilis
Aprionus delectabilis är en tvåvingeart som beskrevs av Boris Mamaev 1998. Aprionus delectabilis ingår i släktet Aprionus och familjen gallmyggor. Arten har ej påträffats i Sverige. Inga underarter finns listade i Catalogue of Life.